# Return to Zero
Return to Zero är ett album av det svenska stoner rock-bandet Spiritual Beggars. Det släpptes i augusti 2010 och var deras första med Apollo Papathanasio som sångare.

## Låtlista
1. "Return to Zero (Intro)" – 0:52
2. "Lost in Yesterday" – 4:48
3. "Star Born" – 3:06
4. "The Chaos of Rebirth" – 5:21
5. "We Are Free" – 3:23
6. "Spirit of the Wind" – 5:51
7. "Coming Home" – 3:25
8. "Concrete Horizon" – 6:01
9. "A New Dawn Rising" – 4:41
10. "Believe in Me" – 6:40
11. "Dead Weight" – 04:51
12. "The Road Less Travelled" – 3:45

## Musiker
- Michael Amott – gitarr
- Ludwig Witt – trummor
- Per Wiberg – keyboard
- Sharlee D'Angelo – bas
- Apollo Papathanasio – sång